# Galenskaparna
Galenskaparna är en svensk humorgrupp som bildades 1978 av Claes Eriksson, Anders Eriksson och Kerstin Granlund.
I radioprogrammet Frukostklubbens sista sändning, 31 december 1978, medverkade Galenskaparna. Då hade de ännu inte kommit på något namn, men när producenten Kent Finell frågade vad de kallade sig svarade Claes Eriksson "Galenskaparna" och sedan dess har det varit gruppens namn. Galenskaparna gjorde ett flertal radioprogram tillsammans och uppträdde i folkparker och på firmafester. 1979 medverkade de i Sten-Åke Cederhöks Veckans Revy på Liseberg. 
På Chalmers träffade Anders Eriksson medlemmarna i barbershopgruppen After Shave. Galenskaparna medverkade i underhållningsprogrammet Sommar i Stenungsund den 22 augusti 1981. After Shave medverkade i samma program veckan efter, den 29 augusti 1981. 1982 slog Galenskaparna sig ihop med After Shave. De båda grupperna ville inte enas om ett gemensamt namn, utan konstellationen fick heta Galenskaparna och After Shave.
Galenskaparna och After Shaves första gemensamma produktion hette Skruven är lös, en revy som spelades i Stenhammarsalen i Göteborgs Konserthus. Sedan dess har Galenskaparna och After Shave gjort mängder av revyer, shower, filmer och TV-program och varit så gott som oskiljaktiga, även om After Shave fortfarande uppträder på egen hand ibland.

## Produktioner
Se även Galenskaparna och After Shave-produktioner

## Diskografi
- 1978/79 Häng med till farbror John EP
- 1979 – Jag är kär EP
- 1981 – Utanför slottet LP
- 1982 – Farbror John och surmaskinen Kassettband

## Radioprogram
- 1976 Kommers – en radiokonkurs i penningars förvärvande och fördärvande
- 1978 Häng med till farbror John – Barnradioprogram.
- 1982 Farbror John och surmaskinen – Barnteater i radio.
- 1982 Översyn av etablissemanget – Radioserie i 30 program.